# Județul Mureș (interbelic)
Județul Mureș a fost o unitate administrativă de ordinul întâi din Regatul României, aflată în regiunea istorică Transilvania. Reședința județului era municipiul Târgu Mureș.

## Întindere

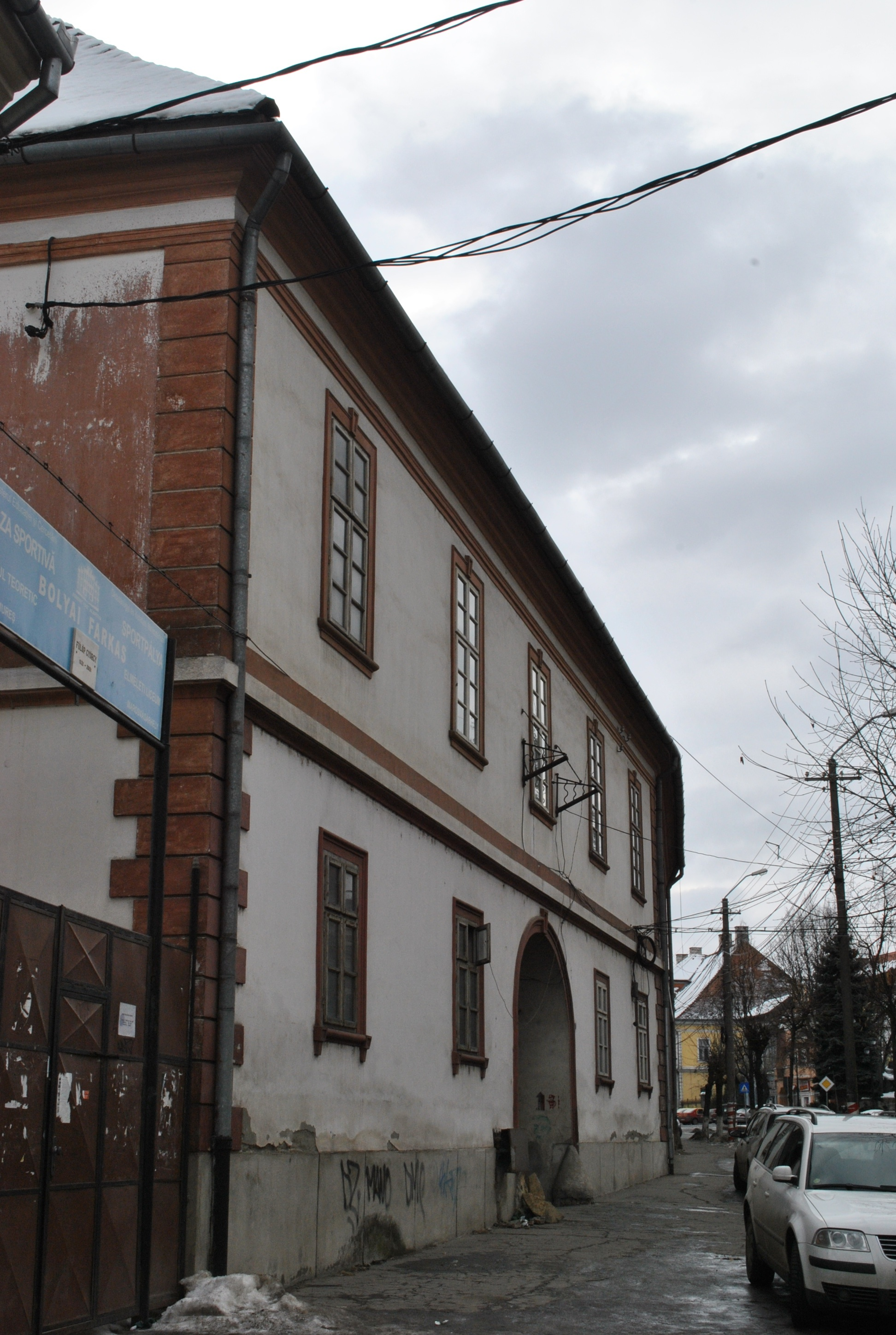
Clădirea Prefecturii județului Mureș din perioada interbelică. Clădirea-monument istoric a fost construită între anii 1745-1843 și este situată pe Str. Bolyai nr. 5.

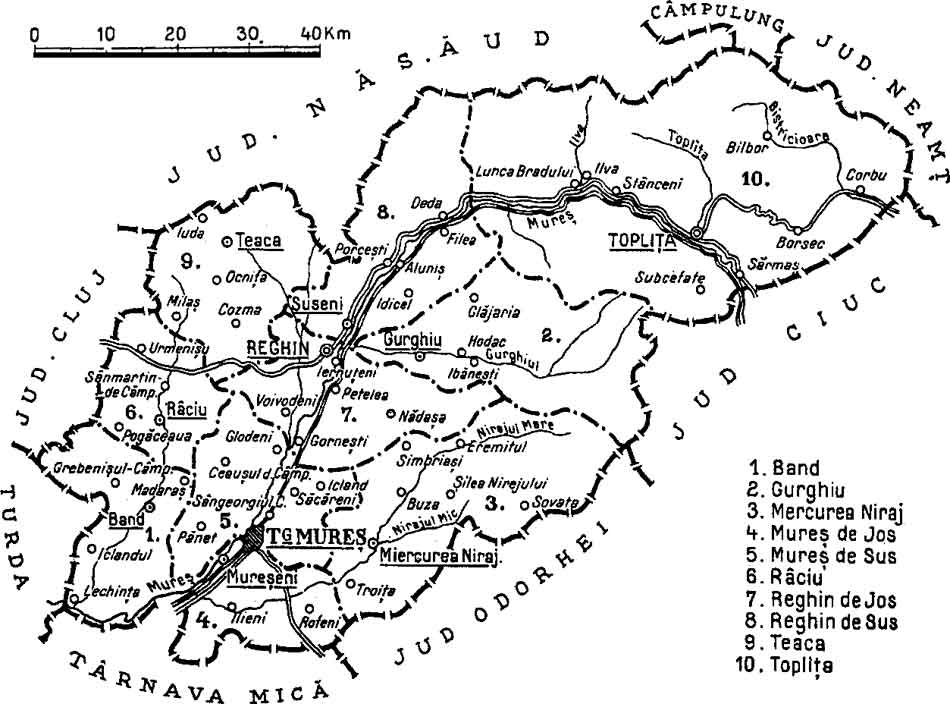
Harta județului, cu dispunerea și denumirea plășilor, în anul 1938.

Județul se afla în partea central-nordică a României Mari, în centrul regiunii Transilvania. Cea mai mare parte din teritoriul județului interbelic se regăsește în actualul județ Mureș, cu excepția zonei de nord-est, care se găsește în județul Harghita, și a zonei de nord-vest, care intră în componența județului Bistrița-Năsăud de astăzi. Județul se învecina la sud cu județul Târnava Mică, la sud-vest cu județul Turda, la vest cu județul Cluj, la nord cu județul Năsăud, la nord-est cu județele Câmpulung și Neamț, iar la sud-est cu județele Ciuc și cu Odorhei.

## Organizare
Județul Mureș era împărțit inițial în șapte plăși:
1. Plasa Band,
2. Plasa Miercurea Nirajului,
3. Plasa Râciu,
4. Plasa Reghin,
5. Plasa Mureș,
6. Plasa Teaca și
7. Plasa Toplița.

Ulterior a fost adăugată Plasa Gurghiu, iar plășile Mureș și Reghin au fost împărțite. Prin urmare, numărul plășilor care alcătuiau județul Mureș a crescut la zece.
Județul avea pe teritoriul său două localități urbane: Târgu Mureș (municipiu și reședința județului) și Reghin (comună urbană sau oraș).

## Populație
Conform datelor recensământului din 1930 populația județului Mureș era de 289.546 locuitori, dintre care 45,8% români, 42,6% maghiari, 3,9% germani, 3,9% țigani, 3,4% evrei ș.a. După limba maternă, populația județului era alcătuită din 45,9% vorbitori de limbă maghiară (ca limbă maternă), 45,5% vorbitori de română (ca limbă maternă), 3,9% au declarat germana drept limbă maternă, 2,2% limba idiș, iar 2,1% limba țigănească. Din punct de vedere confesional locuitorii județului Mureș s-au declarat în proporție de 32,4% greco-catolici, 30,3% reformați, 14,5% ortodocși, 12,1% romano-catolici, 3,9% lutherani, 3,6% mozaici, 2,6% unitarieni ș.a.

### Mediul urban
Populația urbană a județului număra 47.807 locuitori, dintre care 54,3% maghiari, 24,3% români, 13,4% evrei, 6,0% germani, 1,1% țigani ș.a. Ca limbă maternă în mediul urban predomina limba maghiară, vorbită de 61,2% din populație ca limbă maternă, urmată de limba română, vorbită de 23,6% din populație ca limbă maternă, limba idiș (7,4%) și limba germană (6,2%). Sub aspect confesional orășenimea era alcătuită din 32,6% reformați, 20,1% romano-catolici, 14,2% greco-catolici, 14,2% mozaici, 10% ortodocși, 5,9% lutherani, 2,3% unitarieni ș.a.

## Materiale documentare

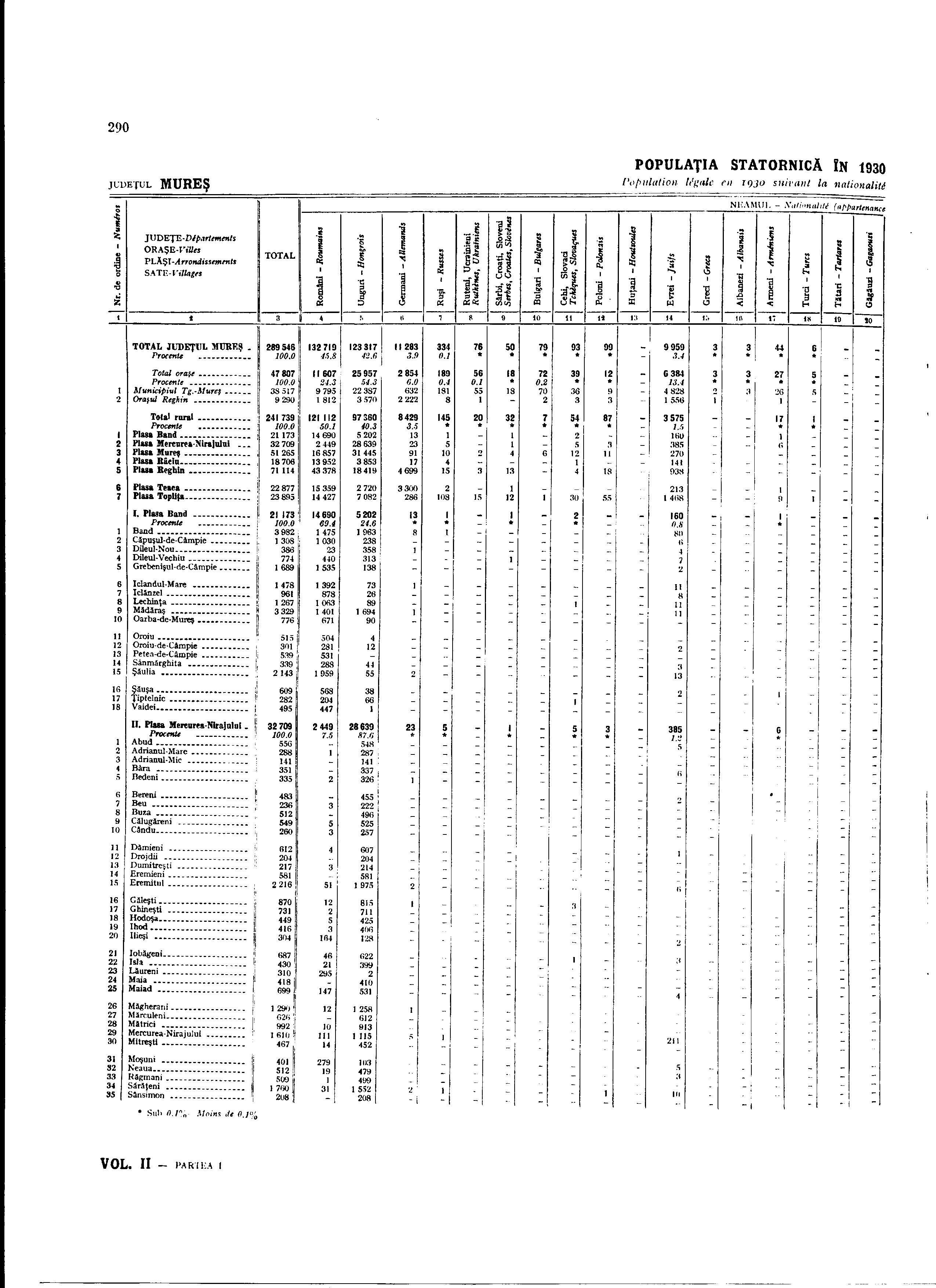
Populația județului în anul 1930, după etnie și limbă maternă
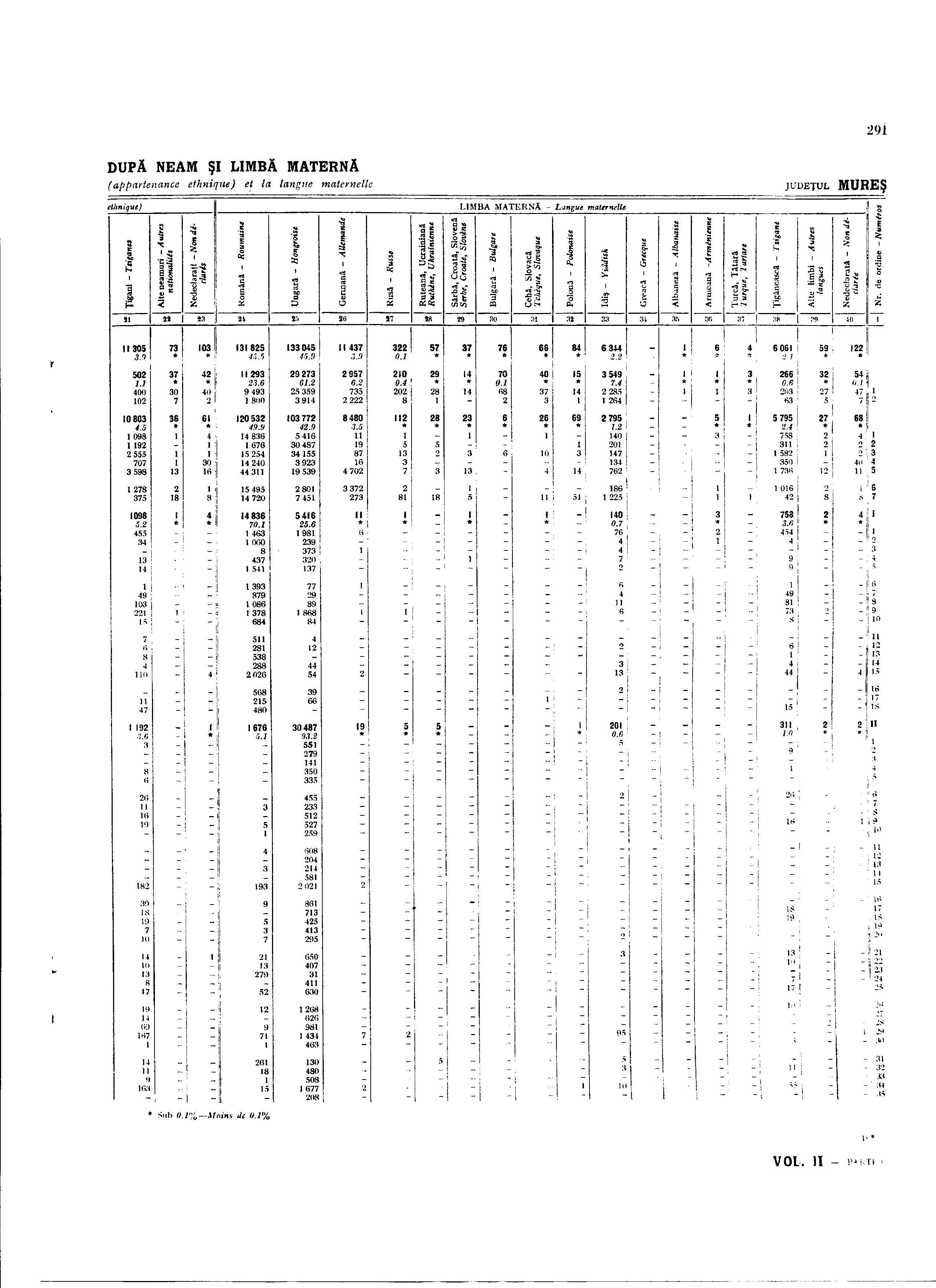
Populația județului în anul 1930, după etnie și limbă maternă
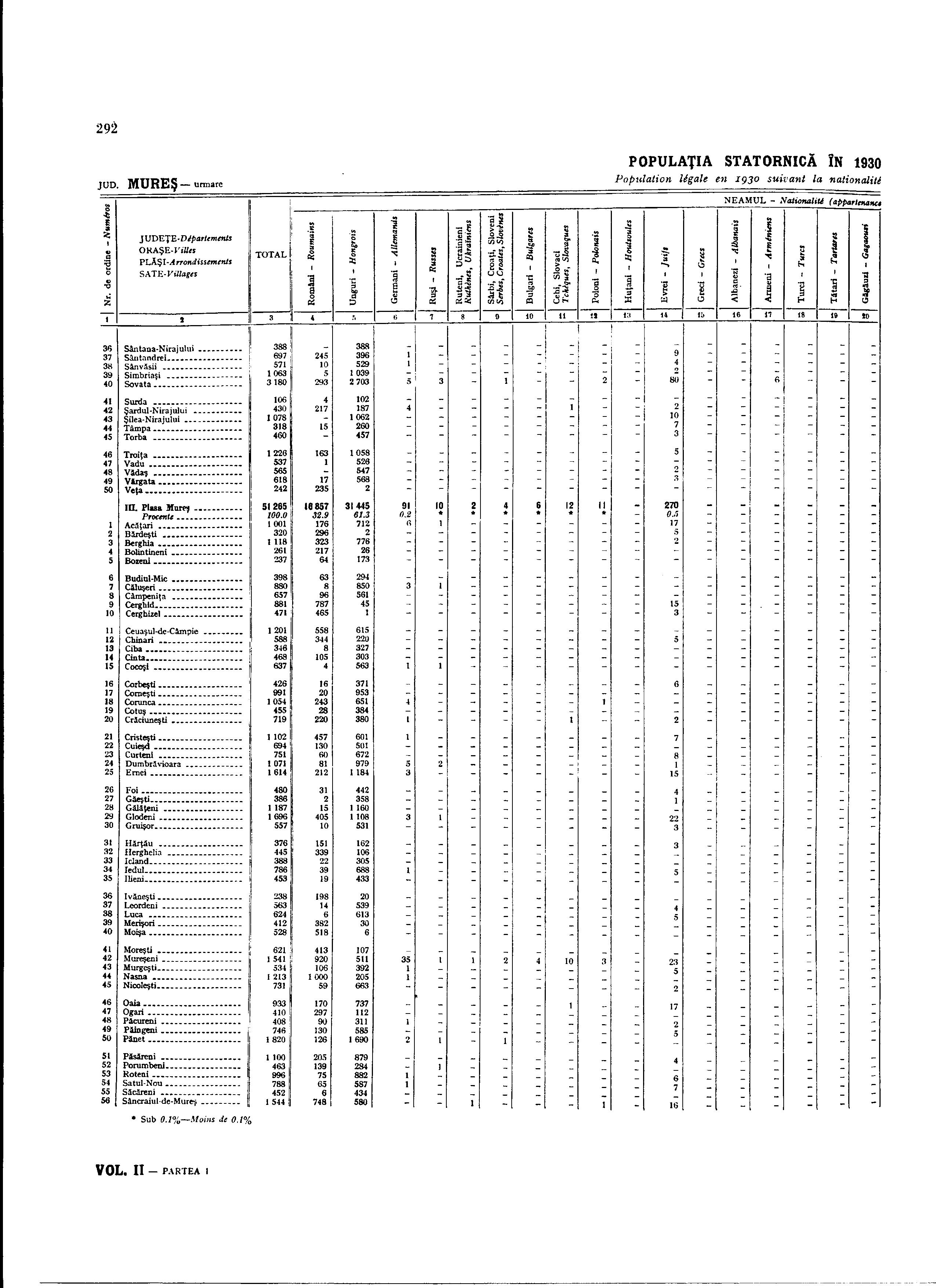
Populația județului în anul 1930, după etnie și limbă maternă
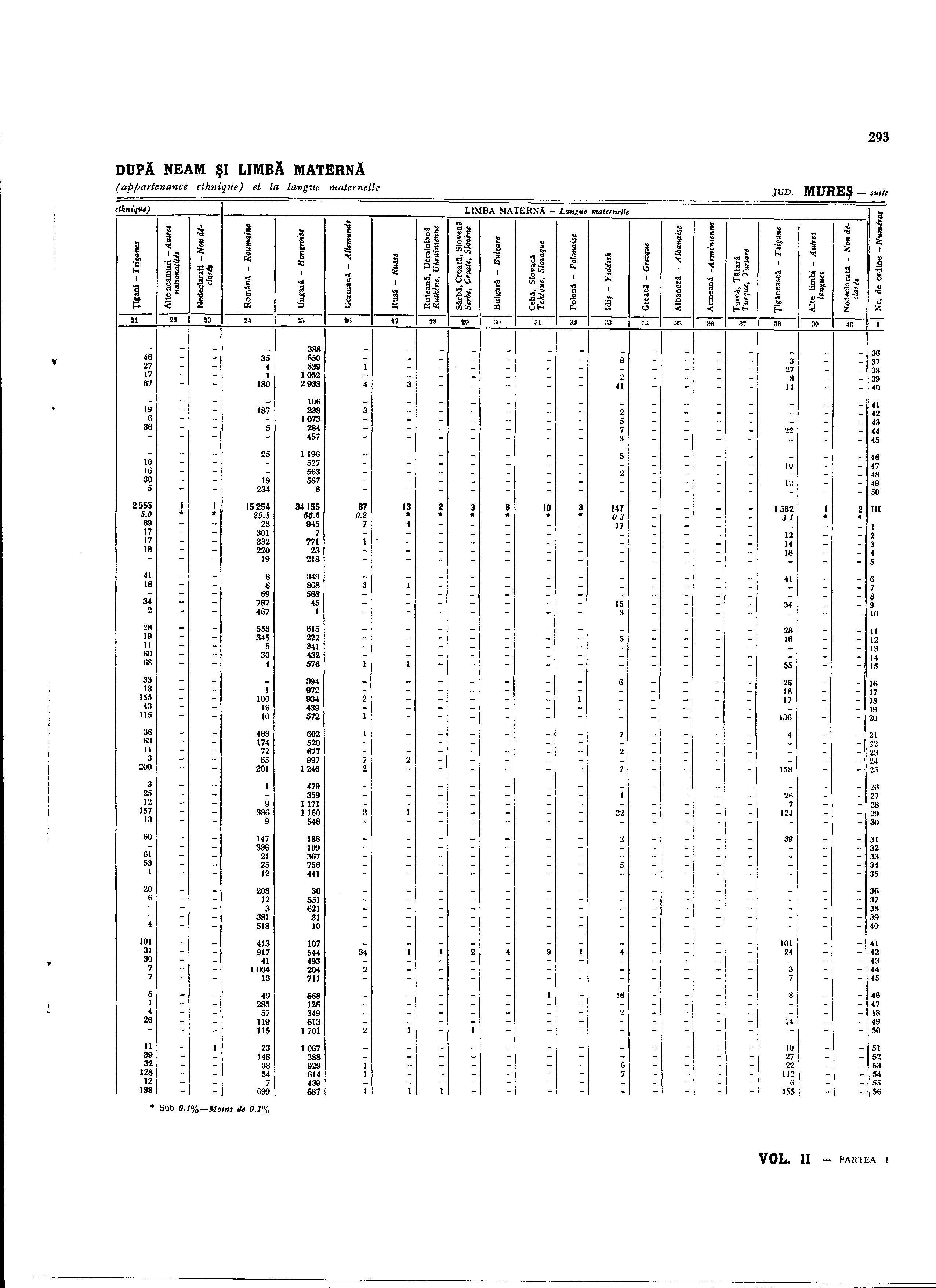
Populația județului în anul 1930, după etnie și limbă maternă
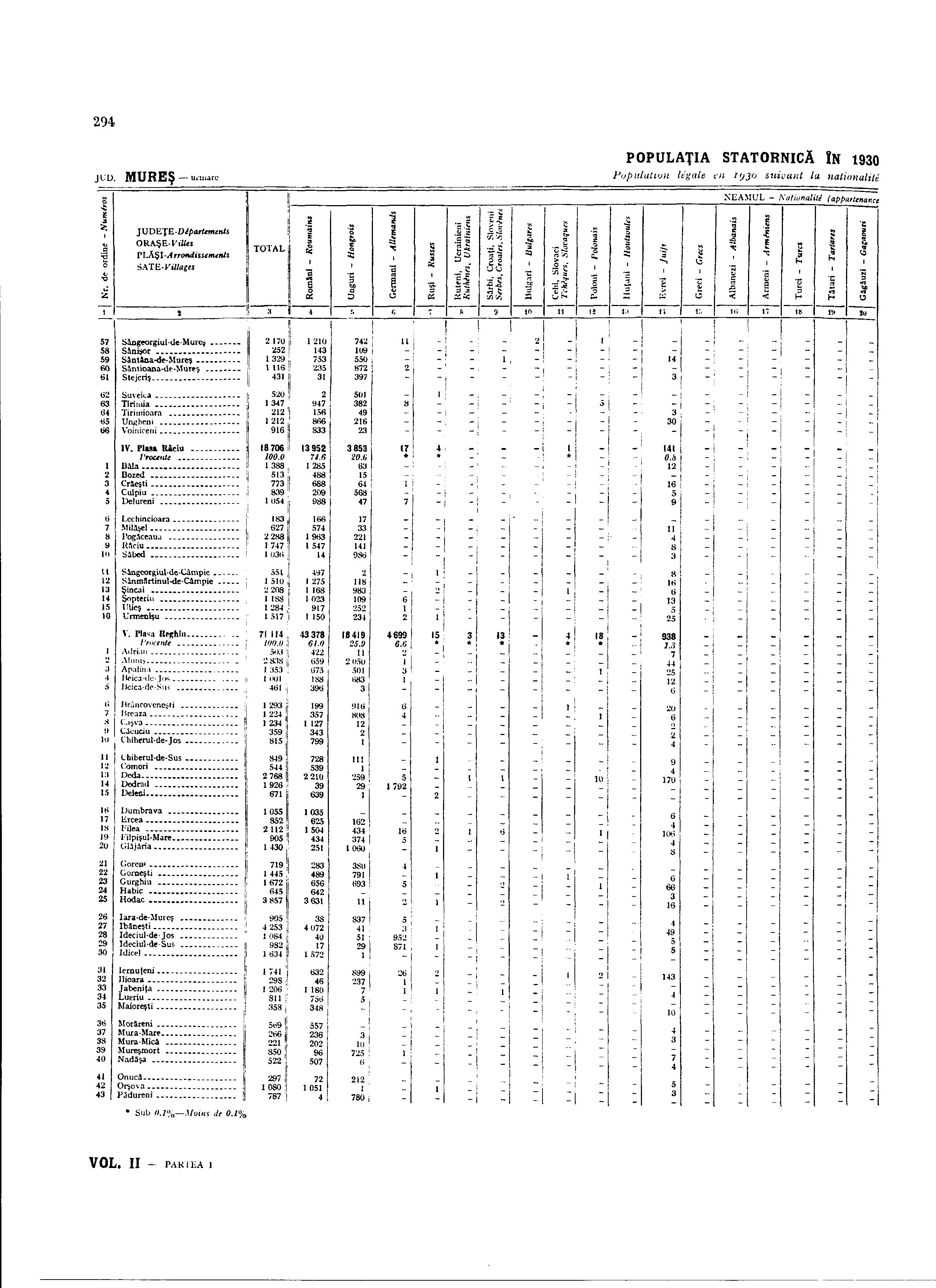
Populația județului în anul 1930, după etnie și limbă maternă
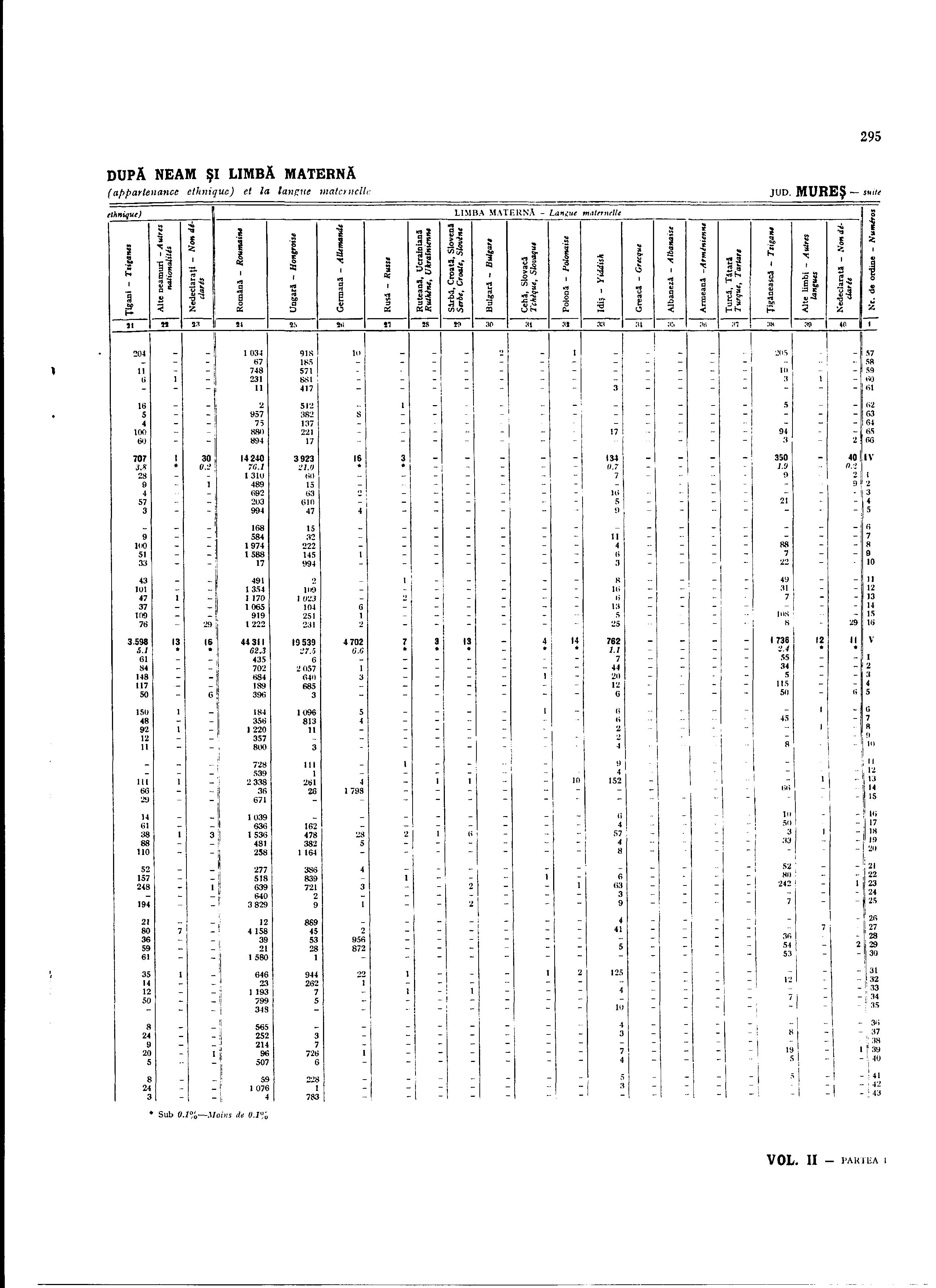
Populația județului în anul 1930, după etnie și limbă maternă
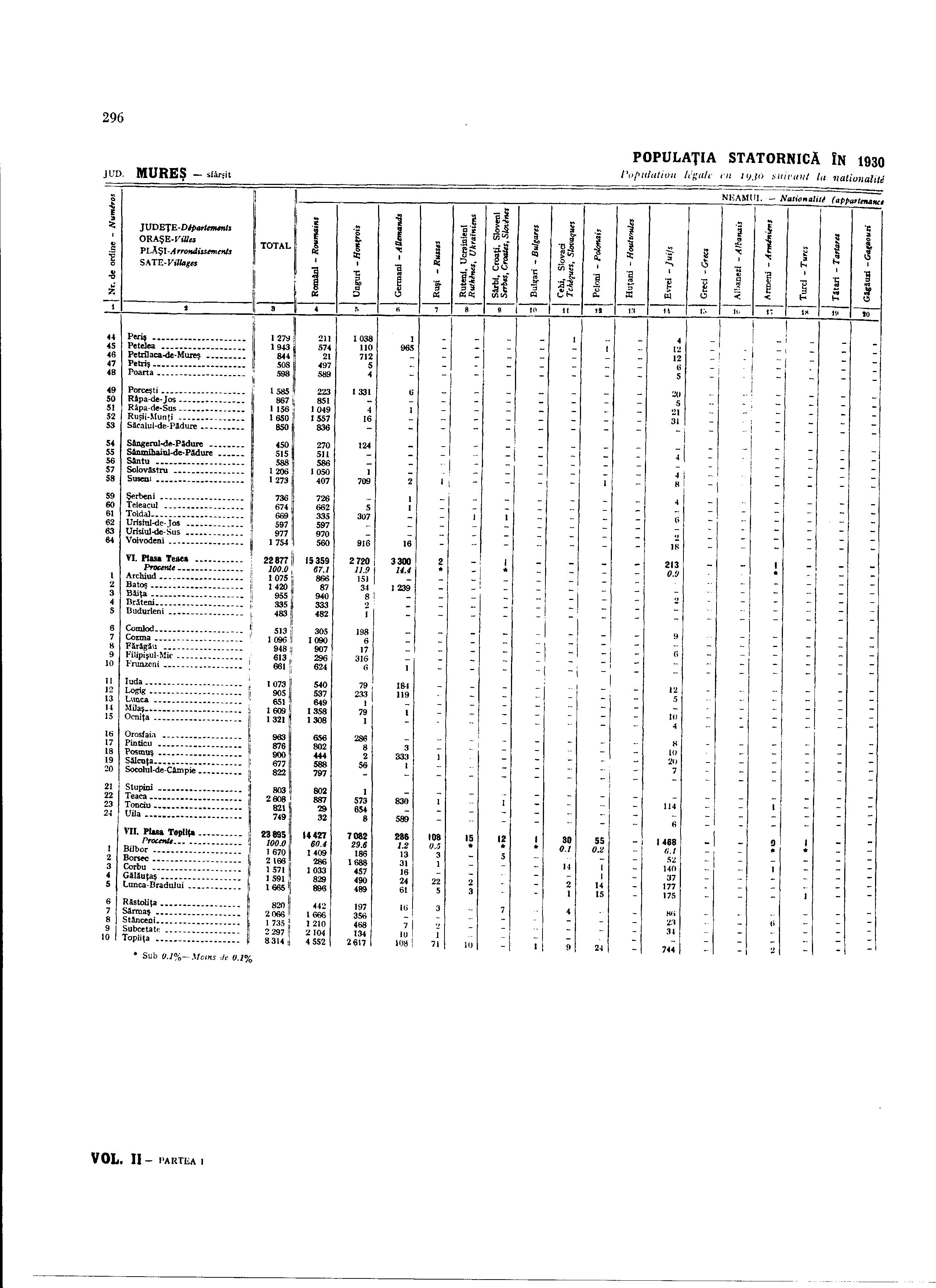
Populația județului în anul 1930, după etnie și limbă maternă
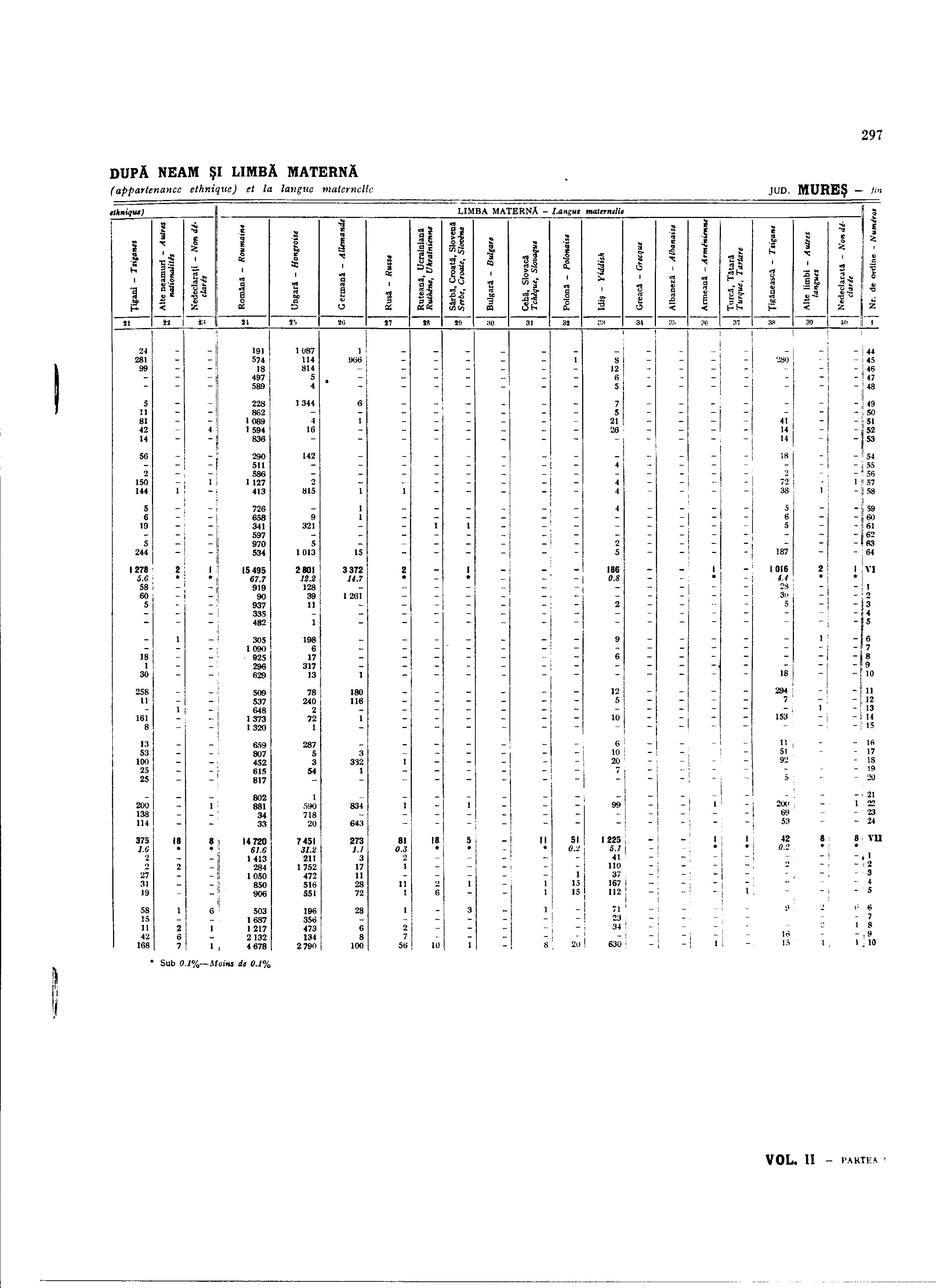
Populația județului în anul 1930, după etnie și limbă maternă
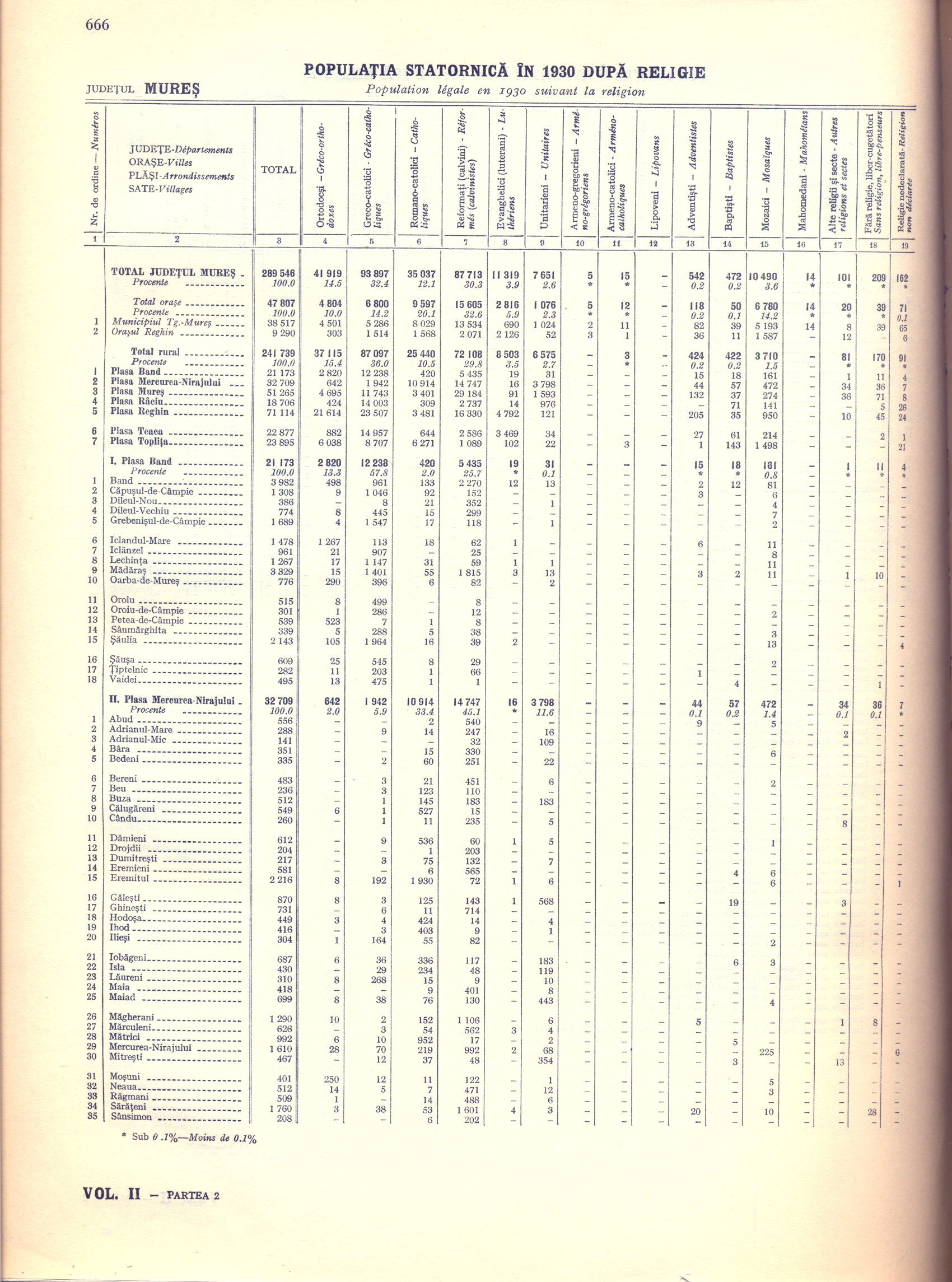
Populația județului în anul 1930, după religie
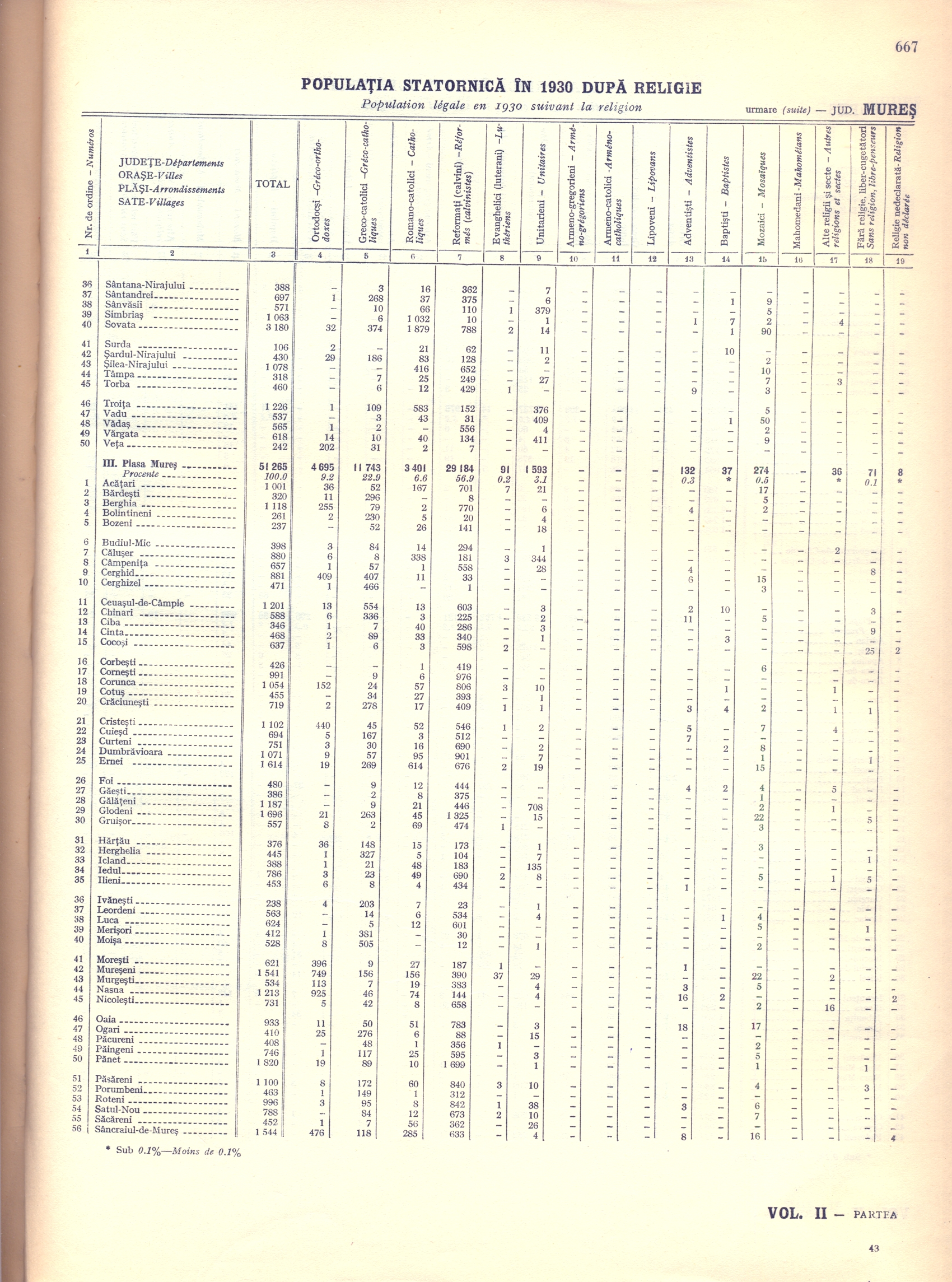
Populația județului în anul 1930, după religie
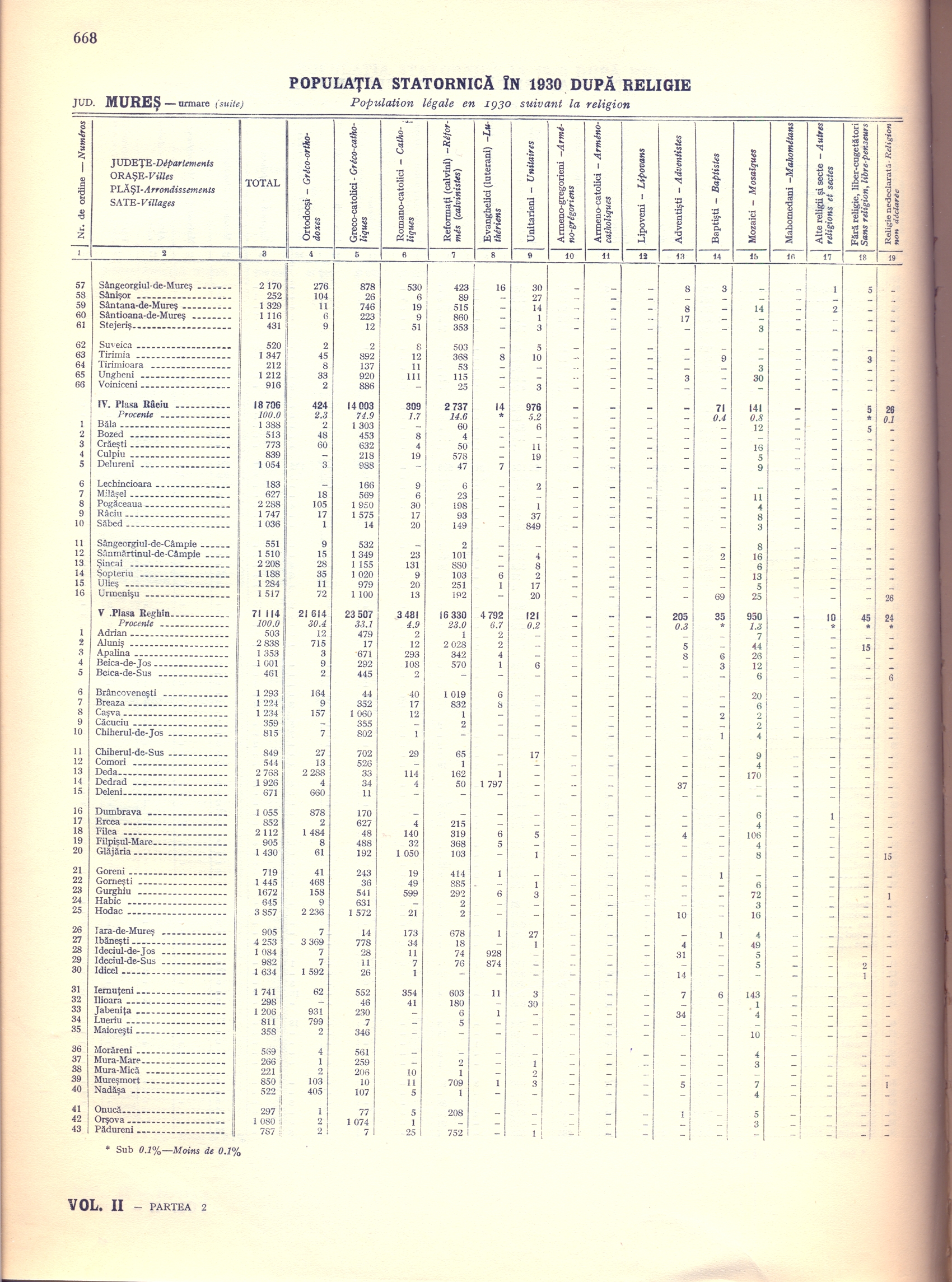
Populația județului în anul 1930, după religie
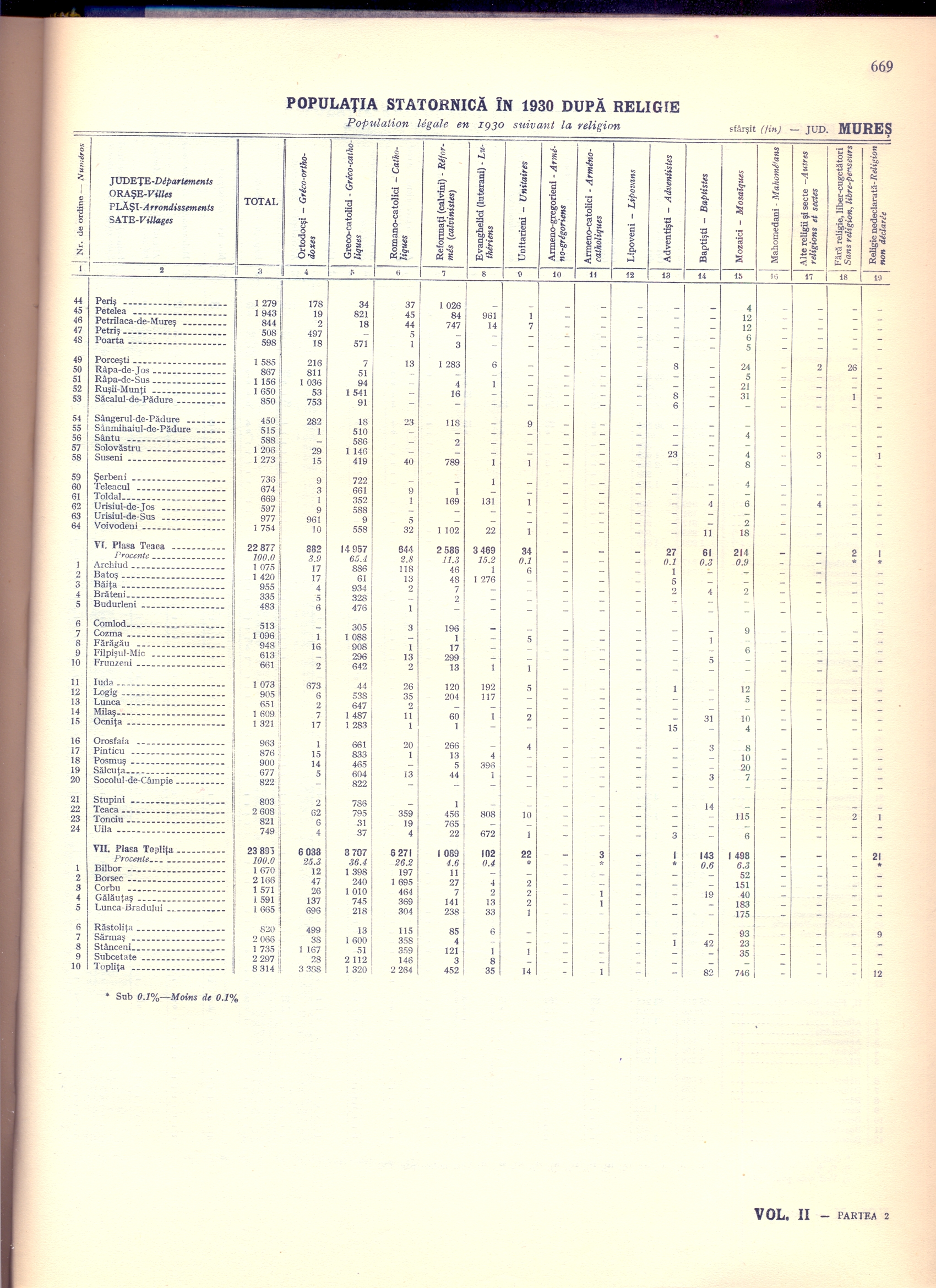
Populația județului în anul 1930, după religie